# Summer

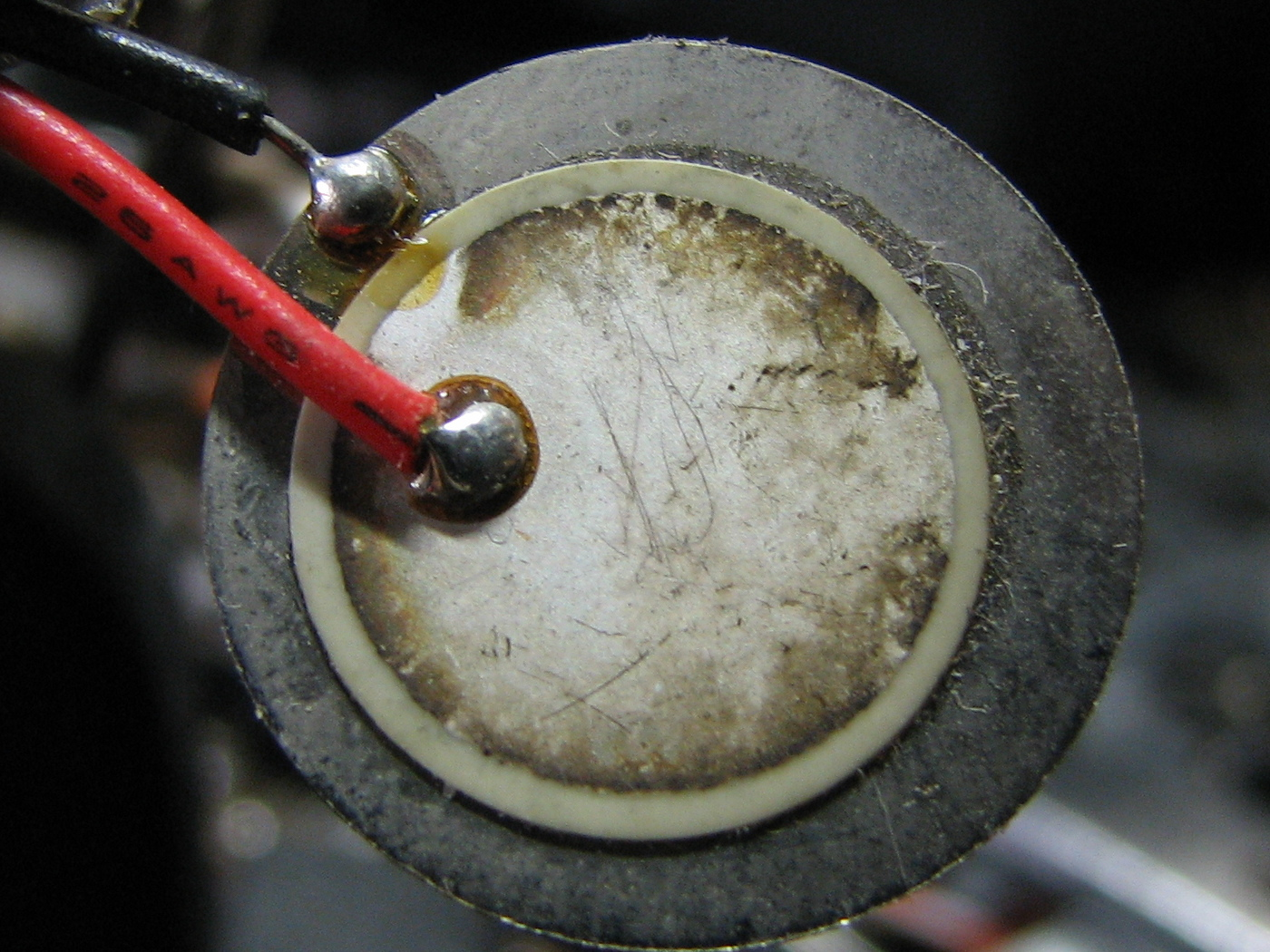
En piezoelektrisk summer

Summer är en elektronisk komponent eller mindre modul, som skapar ett enkelt ljud när en drivspänning ansluts. Det kan ske elektrisk eller elektromekaniskt, men även en mekanisk tonalstrare kan möjligen kallas summer.
Vanligen används piezoelektricitet för att skapa svängningarna i billiga sumrar. Ofta utförs en summer med drivkrets så att användaren endast ansluter en likspänning för att erhålla ljud och svängningarna åstadkoms internt. Bara ett mindre tonomfång brukar vara möjligt och vanligen används bara en ton.
En summer används ofta för att påkalla uppmärksamhet (såsom när ett frysskåp lämnats öppet) eller ge en bekräftande signal i elektroniska system, där mera avancerade audio-funktioner inte är motiverade. Ett typiskt exempel kan vara en telefon där en summer avger ett kort pip när en tangent nedtryckts. Även i klockradior och väckarklockor används normalt en summerton.
En summerfunktion kan erhållas även med normal högtalare och en tongenerator, vilket var den vanliga användningen i IBM PC.